# (207603) Liuchaohan
(207603) Liuchaohan est un astéroïde de la ceinture principale.

## Description
(207603) Liuchaohan est un astéroïde de la ceinture principale. Il fut découvert le 27 août 2006 à l'observatoire de Lulin (Taïwan) par Ye Quan-Zhi et Hong Qin Lin. Il présente une orbite caractérisée par un demi-grand axe de 3,07 UA, une excentricité de 0,08 et une inclinaison de 9,2° par rapport à l'écliptique.

## Compléments